# Mixdown
Audio mixing ili mixdown je proces pri snimanju zvuka ili reprodukciji istog. Mixdown je proces koji umnožene snimljene zvukove kombinira u jedan ili više kanala. U tom procesu omogućava se kontrola frekvencije te dinamike. Također mixdown omogućava manipuliranje efektima. Ovaj praktični i estetički te ujedno i kreativni proces ima zadaću producirati mix ugodan za ljudsko uho.
Mixdown se radi u opremljenim glazbenim studijima no napretkom tehnologije danas je moguće kvalitetan mixdown odraditi i preko raznih softvera za produciranje glazbe (DAW- Digital Audio Workstations). Proces mixdowna često se odvija pod vodstvom audio inženjera no ponekad mix se odrađuju sami umjetnik koji sam pokušava postići željeni zvuk.